# Stereum molle
Stereum molle är en svampart som beskrevs av Berk. 1873. Stereum molle ingår i släktet Stereum och familjen Stereaceae.   Inga underarter finns listade i Catalogue of Life.